# Abi: A Robot’s Tale
Abi: A Robot’s Tale — это приключенческая инди-игра и головоломка, созданная независимой китайской студией Grant & Bert Studios. Выход игры на мобильные устройства состоялся 1 ноября 2017 года. Действие Abi происходит в постапокалиптическим мире, населённым брошенными роботами. Игрок управляет двумя роботами, которые мечтают найти белую птицу.

## Сюжет и игровой процесс
Действие Abi происходит в далёком будущем, где по земле бродят роботы разных форм и размеров. Сюжет не даёт внятных ответов того, куда делась вся жизнь на земле, однако намекая на то, что человечество вымерло, оставив после себя многочисленные достижения человеческий цивилизации. Сюжет начинается с пробуждения двух роботов, маленького Эби и его защитника Д. Д. Роботы намерены найти белую птицу и путешествуют по пустоши, расспрашивая о птице других роботов. Эби — это маленький игрушечный робот, в то время Д.Д. создавался для промышленных работ.
По большей части игрок должен решать головоломки, типичные для классических приключенческих игр. Также в игре представлены сцены, более ориентированные на быстрые действия и укрытие, как например на уровне «Секрет обезьяньего острова». Сам игрок может управлять двумя роботами, переключаясь между ними. Эби маленький, но проворный и может перемещаться по небольшим платформам. Д.Д. массивный и сильный робот, который может поднимать тяжёлые предметы и активировать определённые механизмы.
Хотя роботам не удаётся найти их белую птицу, они находят нового компаньона в лице учёного, от которого остался лишь заключённый в капсуле мозг, для поддержания жизнедеятельности. Учёный мечтает получить новое тело, но для этого хочет попасть в Метрополис, где, согласно слухам сбываются все мечты. Учёный утверждает, что белая птица находится в городе, чтобы убедить двух роботов также следовать в город и защищать учёного.

## Разработка
Разработкой игры занималась независимая студия разработчиков Grant & Bert Studios из Китая. Всего шесть человек в течение двух лет работали над игрой, в команду входили дизайнер игровых уровней, художественный дизайнер, программист, два дизайнера персонажей и фонов, а также сценарист. Создавая постапокалиптический мир, населённый только роботами, разработчики вдохновлялись такими фильмами, произведениями и играми, как Machinarium, «ВАЛЛ-И», «Метрополис», «Бегущий по лезвию», «Человек в картинках» и «Потеря». Разработчики также объявили о намерениях выпускать обновления к игре для завершения истории, а также возможно выпустить комиксы, рассказывающие предысторию двух роботов. Ранняя версия игры содержала больше квестов и в целом была сложнее, однако разработчики пришли решили сконцентрироваться на графике, звуке и сюжетной линии. Abi была сначала продемонстрирована на мероприятии ChinaJoy, где получила награду Big Indie Pitch.

## Восприятие
Abi была номинирована на премию International Mobile Gaming Awards.
Представитель сайта заметил, что есть что-то милое в том, когда люди ведут себя, как люди, как например ВАЛЛ-И и BB-8, а саму историю назвал меланхоличным повествованием о двух роботах, исследующих опустошенный мир, в котором человечество давно ушло.
Критик сайта 148apps назвал Abi очаровательной маленькой приключенческой игрой о двух роботах-компаньонах. Хотя по мнению критика игре явно не хватает материала, но имеющиеся сцены превосходно анимированны, а сама история скрывает действительно интересные сюжетные повороты. Критик также похвалил игру за её визуальные эффекты, заметив, как двухмерная графика подчёркивает детализированный мир, а также плавные анимации персонажей. Рецензент также похвалил игру за её нетрадиционный ритм, заметив, что если типичные приключенческие игры по возможности удерживают игрока как можно дольше в одной локации, то в большинстве представленных сцен в Abi содержал лишь по несколько головоломок, а сама игра больше ориентируется на историю и взаимодействия двух героев, что однако может стать разочарованием для игроков, любящих сложные головоломки. История одновременно стала и главным недостатком, так как буквально обрывается в середине. Критик выразил надежду, что завершение сюжета последует вместе с обновлениями.